# Hitler-linjen
Hitler-linjen var en tysk forsvarslinje i det centrale Italien under 2. verdenskrig. Linjens stærkeste steder var ved Aquino og Piedimonte. I maj 1944 blev linjen omdøbt til Senger-linjen, da Hitler af propagandamæssige grunde ikke ville have sit navn forbundet med et nederlag. Mellem kysten og Aurunci-bjergene var den også kendt som Dora-linjen.
Linjen var en såkaldt "skiftelinje", der sammen med Gustav-linjen ved Monte Cairo skulle fungere som en tilbagetrækningsstilling bag Gustav-linjen, hvis denne blev brudt. Linjen blev brudt den 24. maj 1944 på den britiske 8. armés front af 1st Canadian Infantry Division og 5th Canadian (Armoured) Division der angreb med 2. polske korps på deres højre side. Det polske korps erobrede Piedimonte den 25. maj, og linjen kollapsede. Den næste tyske linje var Ceasar C linjen.

## Eksterne links
- (engelsk) CBC Archive